# بیدل کرمانشاهی
میرزا محمد بیدل کرمانشاهی از شاعران بزرگ ایرانی قرن سیزده قمری بوده‌است.

## تبار اصلی
تباراصلی بیدل از چلاو شهرستان آمل استان مازندران بوده و از بنی اعمام میرزا علینقی، متخلص به اقبال بود. در ایام شیرخوارگی وی، پدرش به کرمانشاه رفت. او در عهد ناصرالدین شاه می‌زیست.

## تبحر شعری
بیدل میراثی بسیار دارد و در بدیهه گویی خاصه در ماده تاریخ تسلطی غریب در سایر اقسام شعر نیز طبع روان و سریع داشت.

## آثار
از آثار وی می‌توان به رساله‌ای در عروض و قافیه و مثنوی، عُسر و یُسر، تحفة الذاکرین، دستان ماتم، در مقتل، وقایع صفین، در بحر تقارب، ربیعیه، در علم صرف و دیوان اشعار در حدود بیست‌هزار بیت اشاره کرد.

## نمونهٔ شعر
- ای که گفتی دل گم کرده ز زلفم بستان … ما دل خود نشناسیم ز بسیاری دل
- شد گوشه‌نشین خال تو در کنج لب آری … کار همه دل‌سوختگان گوشه‌نشینی است
- گفتمش دل به غمت دادم ننمودم سود … گفت این بس که بخوانند تو را بیدل من

## انجمن ادبی بیدل
بیدل در کرمانشاه اقدام به تشکیل انجمنی ادبی کرد و شاعران آن شهر را به منظور توسعۀ ادبیات فارسی به دور خود جمع کرد. از جمله شاعرانی که در این انجمن حضور پیدا می‌کردند می‌توان به حسین‌قلی‌خان سلطانی کلهر، میرزا تقی ادب و میرزا حیدر مجدالادباء اشاره کرد.

## معاصران
وصال شیرازی و سلطانی کرمانشاهی (گویندهٔ شعر مشهور: … بعد از دو سه روز بیدل آمد) از هم‌عصران بیدل بوده‌اند.

## درگذشت
سال وفات بیدل را ۱۲۸۹ قمری گفته‌اند.